# San Fernando (metropolitana di Madrid)
San Fernando è una stazione della linea 7 della metropolitana di Madrid.
Si trova sotto alla Plaza de la Real Fábrica de Paños nel comune di San Fernando de Henares.
L'interno della stazione è stato decorato da un murale di Ubaldo Cristóbal chiamato "La Real Fábrica", che raffigura la storica facciata della Real Fábrica de Paños.
Durante i lavori di scavo furono scoperte parti dei muri della fabbrica risalenti al XVIII secolo e altri resti archeologici.

## Storia
La stazione è stata inaugurata il 5 maggio 2007 insieme al tratto del MestroEste.

## Accessi
Vestibolo San Fernando
- Gonzalo de Córdoba Plaza Echeveste
- Ascensor (Ascensore) Plaza Echeveste